# Histoire du Nord-Pas-de-Calais

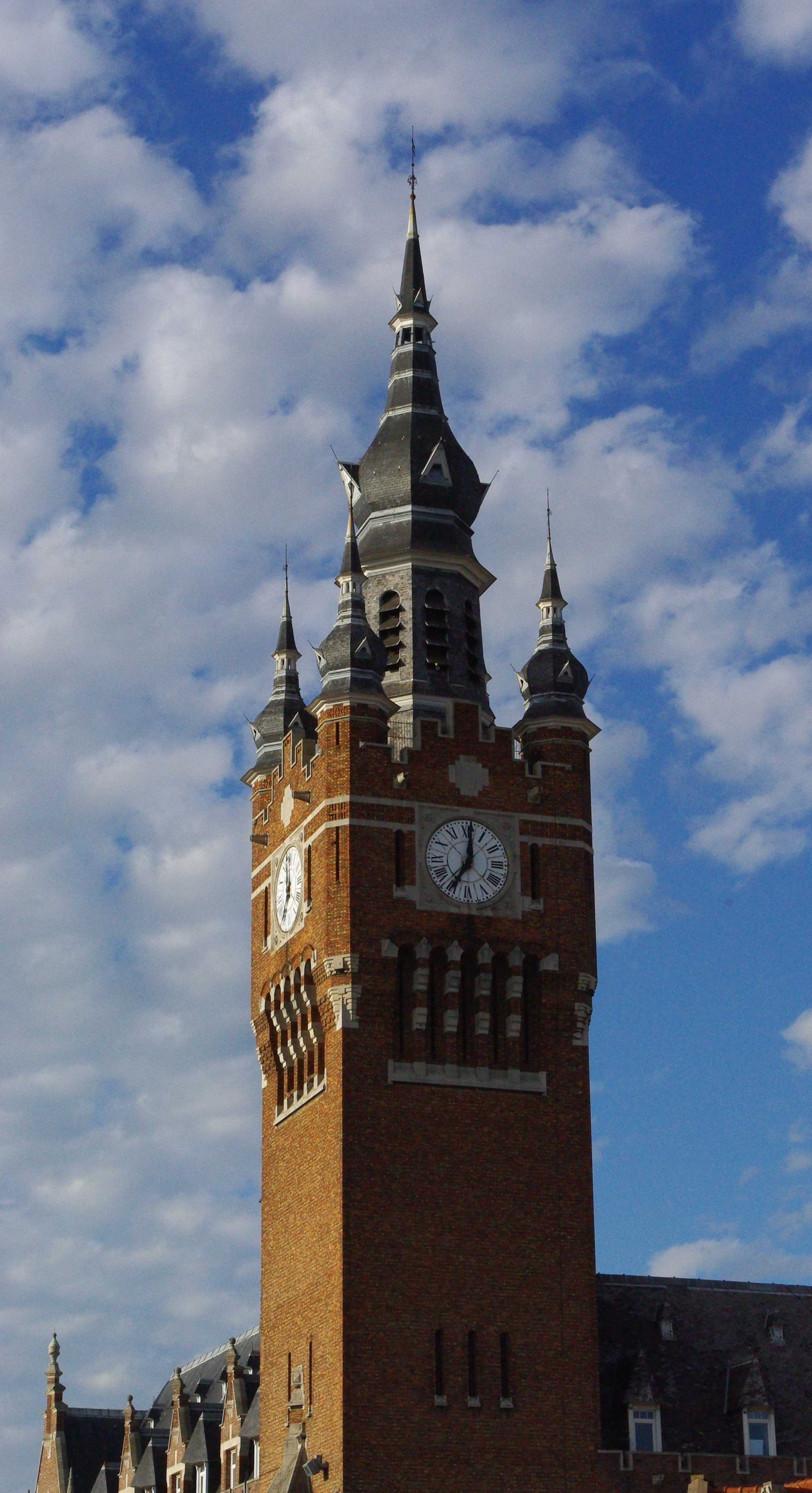
Le beffroi d'Armentières, symbole de l'autonomie des villes de Flandre et du Hainaut

L'histoire du territoire que recouvrait le Nord-Pas-de-Calais, ancienne région administrative française qui a regroupé de 1955 à 2015 les départements du Nord et du Pas-de-Calais, fut longtemps commune avec l'histoire de la Belgique, celle d'une terre qui « pendant près de mille ans servit de champ de bataille à toute l'Europe » et fut disputée depuis la Guerre des Gaules ; à l'époque des invasions barbares, les Francs saliens s'y établirent, et elle fut le berceau de la dynastie mérovingienne. 
À partir du IXe siècle, la région, divisée par la frontière de l'Escaut, connut l'émergence de plusieurs principautés, dont les comtés de Flandre, de Hainaut et d'Artois. Cette époque, confuse d'un point de vue politique, est celle où les villes gagnèrent une grande indépendance, et une prospérité économique et culturelle qui vit son apogée au XVe siècle dans les Pays-Bas bourguignons. 
Après les longs conflits franco-espagnols du XVIe siècle, la région fut annexée à la France, lors des guerres de conquête de Louis XIV. 
Lors de la révolution industrielle du XIXe siècle, le Nord, puis le Pas de Calais, connurent un développement économique et un essor démographique sans précédent qui en fit la « première usine de France », et un haut lieu des luttes du mouvement ouvrier.
Au XXe siècle, la région fut durement touchée lors des deux guerres mondiales : elle fut au cœur des combats pendant toute la Première Guerre mondiale. Pendant la Seconde Guerre mondiale, elle est rattachée au commandement militaire allemand de Bruxelles.
Après avoir subi une grave crise économique à partir des années 1970, avec la fin simultanée des houillères et des industries sidérurgique et textile qui étaient au centre de son activité, le Nord-Pas-de-Calais tente de retrouver son dynamisme en tirant parti de sa position géographique centrale dans les voies de communication de l'Europe. 

## Préhistoire
Les plus anciens indices permettant d'attester la présence de l'homme dans la région datent du pléistocène moyen ; il s'agit de bifaces datant de 700 000 ans avant notre ère découverts sur le littoral, à Wimereux. Les plus anciens trouvés dans le département du Nord le furent dans les environs de Quiévy, dans le Cambrésis ; ils sont estimés à 500 000 ans avant notre ère.
Jusqu'au pléistocène supérieur, la présence humaine fut intermittente pendant les périodes où le climat était plus favorable, les glaciers nordiques s'étendant alors jusqu'aux Pays-Bas et à la Grande-Bretagne. Sur le territoire de la commune de Marcoing, des traces d'occupation semblent remonter à 60 000 av. J.-C., d'autres à Busigny ou Hamel de 50 000 à 40 000 av. J.-C. La première présence d'homo sapiens fut découverte à Rouvroy dans le Pas-de-Calais.

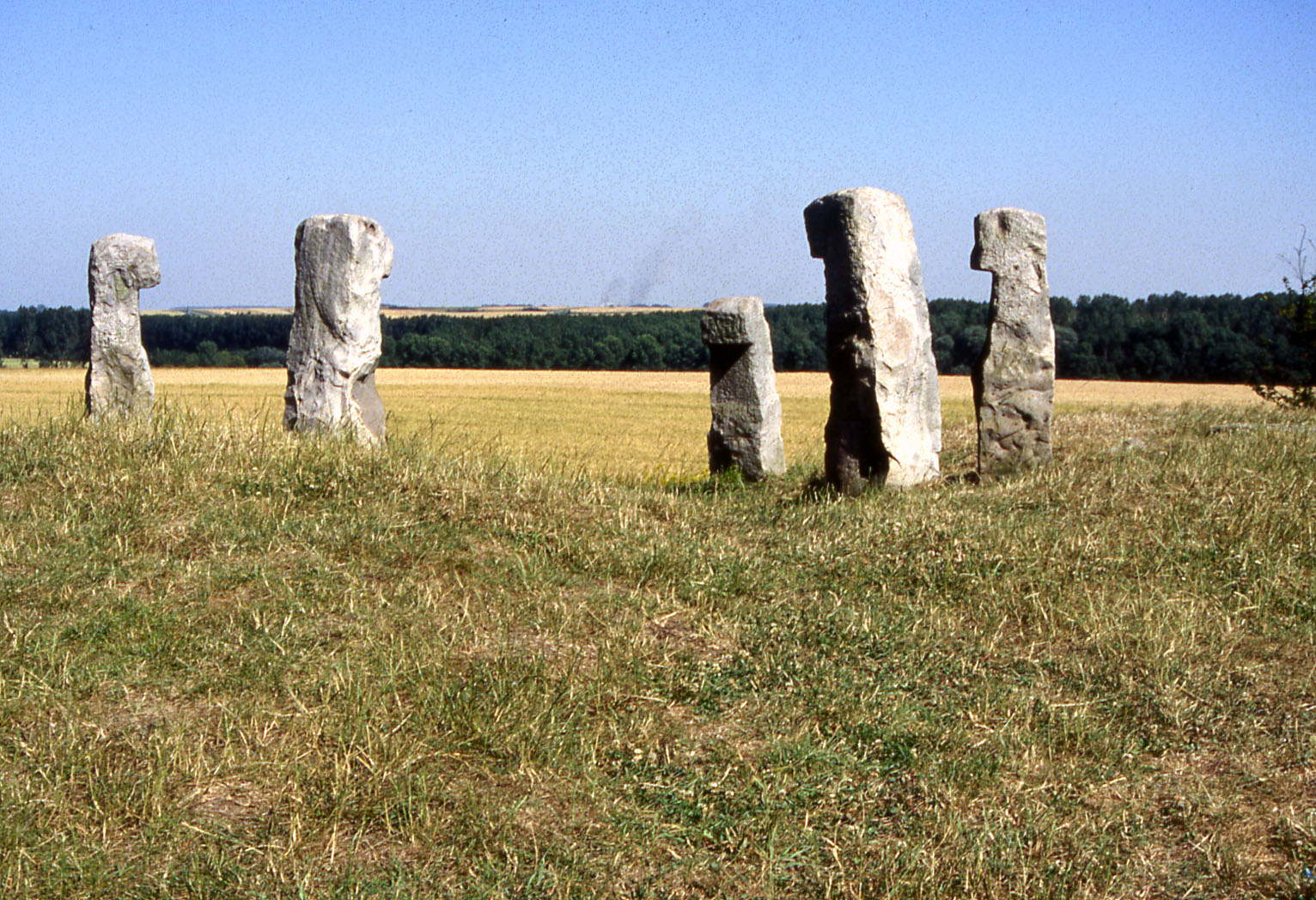
Cromlech des Bonettes, à Sailly-en-Ostrevent.

Après la dernière période glaciaire, la région se couvrit de forêts ; la découverte de microlithes utilisés comme armatures de flèches atteste la présence de chasseurs. 
L'apparition de l'agriculture et surtout de l'élevage caractérisant le début du Néolithique à la fin du Ve millénaire av. J.-C. est difficile à dater précisément dans la région (voir Europe néolithique) ; les plus anciennes traces sont, d'après la nature des céramiques retrouvées, issues de la culture de Cerny ; puis on note également l'influence de la culture de Michelsberg. La présence d'outils utilisant du silex ou d'autres pierres absentes du sol de la région témoigne de nombreux échanges, entre autres avec le site du Grand-Pressigny en Indre-et-Loire. 
Les croyances et pratiques religieuses de la période préhistorique sont, comme ailleurs, mal connues. 
Le Néolithique a laissé plusieurs sites de mégalithes constitués de dolmens, allée couverte, de menhirs comme les « Pierres jumelles » à Cambrai ou dans la vallée de la Sensée, de cromlech et polissoirs. Leur usage reste à déterminer, mais serait probablement religieux.

## LaGallia Belgicaet l'empire romain

### La Guerre des Gaules

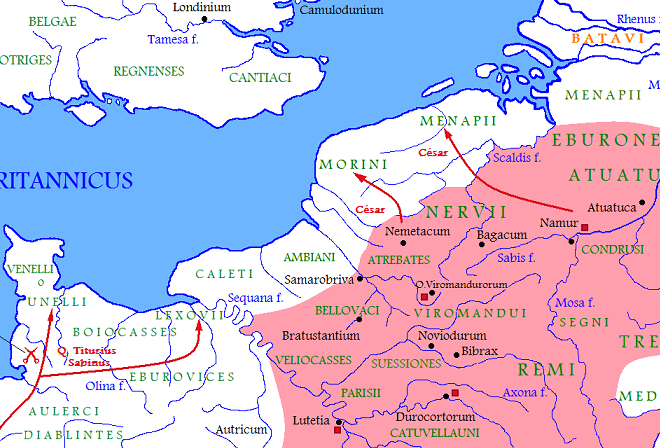
La guerre des Gaules en 56 av. J.-C. :
Après avoir vaincu les Atrébates et les Nerviens à la bataille du Sabis, César poursuit ses conquêtes vers la mer du Nord

Entre le Ve et le IIe siècle av. J.-C., les Belges s'implantèrent dans la région, continuant les mouvements migratoires des peuples celtes qui la marquèrent dès l'époque de la Tène. Connus par les descriptions de César dans ses Commentaires sur la Guerre des Gaules, les Belges ne sont pas un peuple homogène et se répartissent en plusieurs tribus qui vont se partager la terre disponible : les Ménapiens et les Morins s'installent sur le littoral de la mer du Nord; les Atrébates, quant à eux, colonisent l'Artois, tandis que les Nerviens, enfin, sont séduits par les terres riches et verdoyantes de l'Avesnois, entre la Sambre et l'Escaut.
L'habitat est essentiellement constitué de hameaux autour de fermes. Les oppida, camps fortifiés comme Etrun (dans l'Artois), sont très rares dans la région, et servent plutôt de refuge que d'habitation permanente. 
L'année 57 av. J.-C. marque le début de l'invasion romaine, menée par Jules César. Une bataille décisive se joue sur les rives du Sabis, un cours d'eau qui pourrait être la Selle, la Sambre ou même l'Escaut. Les Nerviens et les Atrébates y sont vaincus, mais la région n'est pas encore soumise pour autant. Les Morins mènent une guérilla contre l'armée romaine jusqu'à 54 av. J.-C., ainsi que les Ménapiens; ceux-ci se joignent aux combats d'Ambiorix. En 52 av. J.-C., comme la plupart des peuples belges, les Nerviens, Morins et Atrébates fournissent des guerriers qui se joignent à Vercingétorix. 
 
La Gaule Belgique, vaincue en 50 av. J.-C., connaît une occupation militaires jusqu'à 27 av. J.-C..

### Pax Romana

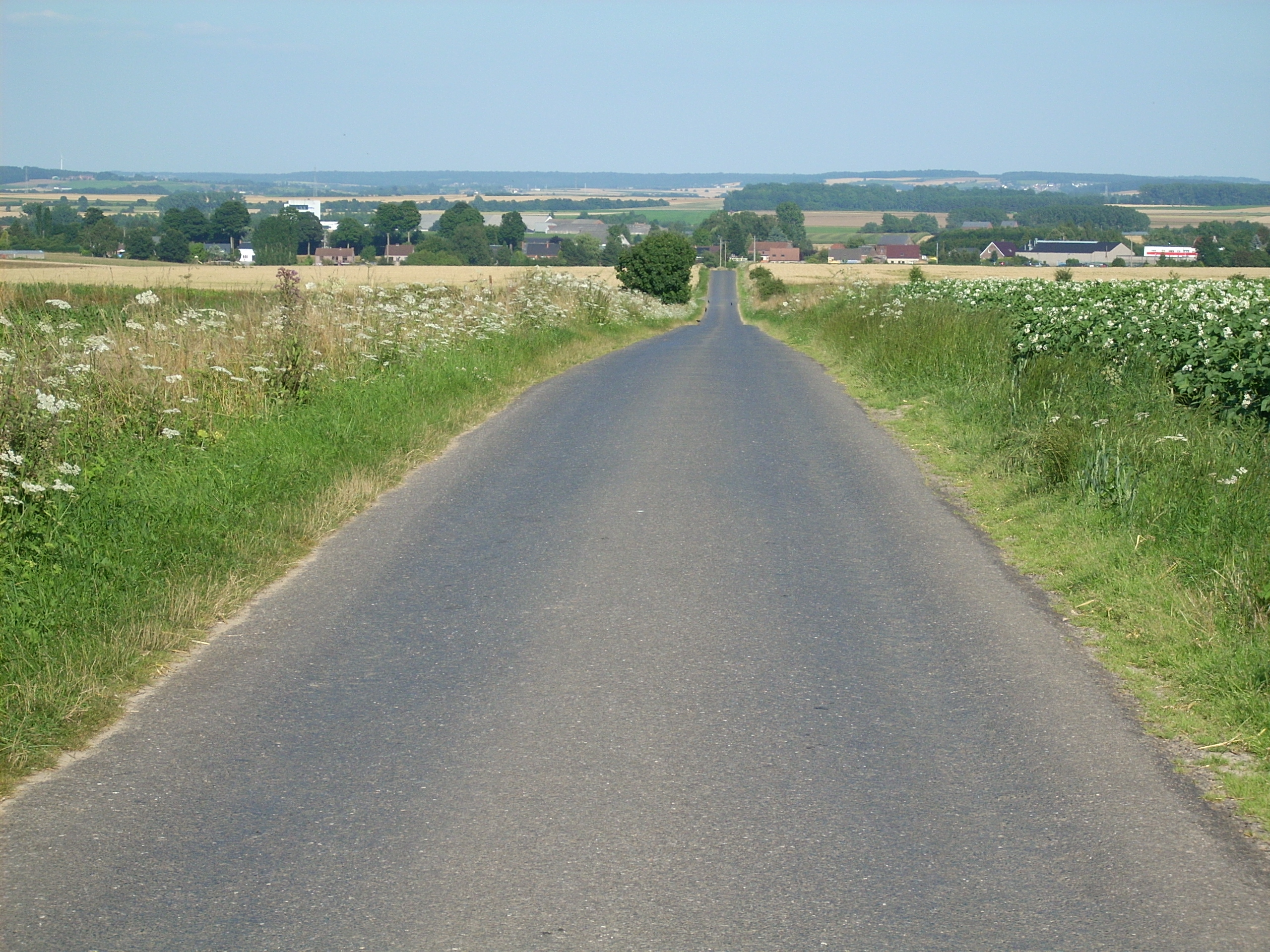
Chaussée romaine de Bavay à Trèves, une des sept « Chaussée Brunehaut » rayonnant autour de Bavay (Bagacum Nerviorum)

Après une victoire assez durement acquise, les Romains menèrent une politique de pacification et de romanisation de la région qui porta ses fruits. Ils la dotent de leur organisation administrative : la riche province romaine de Belgique ne compte pas moins de dix-sept cités, qui associent à leur prospérité les anciennes tribus celtes. La cité de Bagacum Nerviorum (Bavay, dans le Nord) est fondée ainsi comme capitale des Nerviens, Namur (Aduatuca), celle des Aduatiques dont un oppidum est à Gembloux; il en va de même pour les Ménapiens avec Castellum Menapiorum dans la Flandre avec (Cassel, dans le Nord). Nemetocenna devient Nemetacum (Arras, dans le Pas-de-Calais) capitale des Atrébates et Tervanna (Thérouanne), celle des Morins installés jusqu'au littoral de la Mer du Nord. Au nord-est, les Eburons (Tongres) sont installés le long de la Meuse et proches du Rhin.
L'habitat était dense, hormis dans la région littorale; il était essentiellement composé de villae, (grandes fermes). 

La région connut la prospérité grâce à l'élevage des moutons et à la culture du blé déjà pratiqués par les peuples belges; Pline dans son Histoire naturelle vante leur technique de moissonnage par l'usage du vallus, ainsi que la grande variété de légumes produits. 
Mais un apport essentiel des Romains est celui du développement du réseau routier, dont certains axes sont encore visibles de nos jours, souvent connus sous le nom de « chaussées Brunehaut ». Sept d'entre eux rayonnaient ainsi autour de Bagacum, permettant à la cité de commercer avec tout l'empire, d'importer la céramique sigillée de Lezoux, les poteries de Rhénanie ou le vin et l'huile d'olive d'Espagne et d'exporter toiles de lin et jambon ménapien.

Des vici (hameaux) s'établirent près de ces routes. Dans les vallées de la Scarpe et de l'Escaut, plus du tiers des communes actuelles tirent leur nom d'un bourg gallo-romain.

### Déclin et invasions barbares

Invasions barbares

Dès la fin du IIe siècle, des peuples germaniques remontent le cours de l'Escaut et atteignent la voie Tongres-Bavay où ils se livrent à des pillages. Au milieu du IIIe siècle, en 253-254, les Francs passent le Rhin, sont repoussés par l'empereur Gallien et reviennent entre 259 et 263. En 275, les Alamans se joignent aux Francs. 
Au cours des brefs intermèdes de paix que permettent ces raids ponctuels, de nouvelles capitales affirment temporairement leur autorité : Cassel et Bavay cèdent la place à Tournai et Cambrai.
Cette époque tourmentée fut aussi celle les débuts de la christianisation de l'Empire. Certains temples furent détruits, mais la christianisation resta cependant très limitée dans la région jusqu'au VIe siècle,.
En 406, le gel du Rhin occasionne un déferlement des peuples barbares, Francs ou Germains, eux-mêmes poussés pas les Huns. Les derniers vestiges de l'autorité romaine dans la région sont en passe d'être abattus.

## Les royaumes francs

Vers 440, invasion des Francs saliens

### La germanisation partielle de la région
En 428, les Francs saliens menés par Clodion le Chevelu conquirent Cambrai et toute la région jusqu'à la Somme. Le général romain Aetius préfèra négocier la paix et conclut avec Clodion un traité (fœdus) qui fit des Francs, des « fédérés » combattant pour Rome, et les autorisa à s'installer dans l'Empire, en l'occurrence près du fisc impérial de Tournai.
Le degré de colonisation par ces peuples d'expression germanique est variable selon les endroits, et se fait plus important au nord qu'au sud. Il s'ensuit l'apparition d'une frontière linguistique assez nette aux environs de Lille : au nord, la germanisation plus intense donnera naissance à la langue flamande. Au sud, les Gallo-Romains arrivent à conserver davantage d'influence et adopteront la langue plus latinisée qu'est le français.

### La christianisation de l'époque mérovingienne

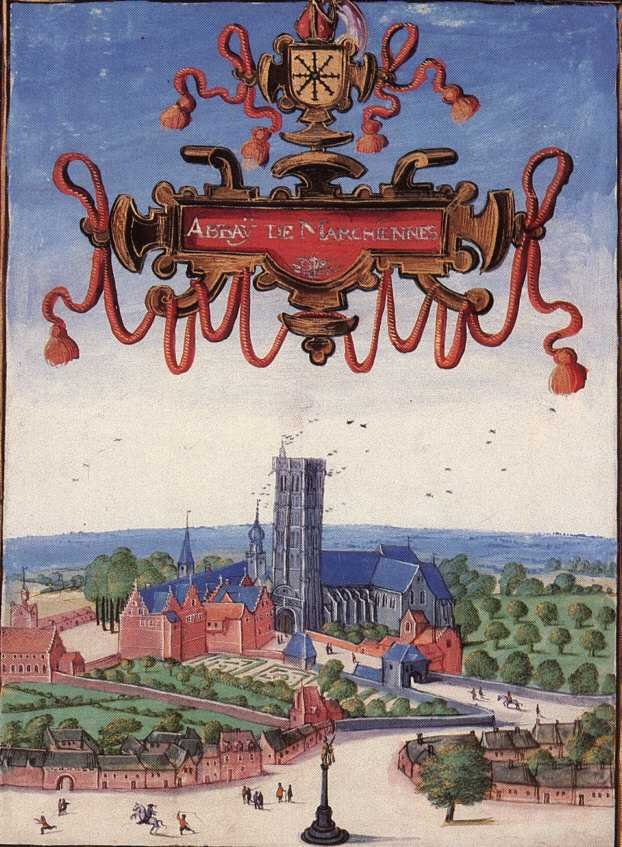
L'abbaye de Marchiennes fut fondée vers 630

Les francs saliens avaient conservé leur religion, contrairement à d'autres peuples germaniques convertis à l'arianisme prêché par Wulfila. Le choix de Clovis de se convertir au christianisme nicéen et non à l'arianismeest crucial car c'est la religion de ce qui restait de l'empire, mais lui apporta aussi une légitimité sacrée
Le retour à une certaine stabilité politique facilita le renouveau de l'urbanisation et l'implantation des autorités ecclésiastiques. Vaast fut nommé évêque d'Arras puis de Cambrai dès le début du VIe siècle; mais la région n'était pas suffisamment christianisée en 511 pour être représentée au concile d'Orléans.

### Entre Neustrie et Austrasie
Les mérovingiens ignoraient la notion d'État, les fiefs étaient des domaines privés. Aussi à la mort de Clovis, le royaume franc qu'il avait conquis fut partagé entre ses fils. D'après les chroniques de Frédégaire, la région fut alors partie du Dentelin; elle dépendit de la Neustrie ou de l'Austrasie au fil des luttes dynastiques, dont la plus connue est la rivalité entre les reines Brunehaut et Frédégonde.
À l’époque de Dagobert, vers 630, commença la christianisation massive. De nombreux monastères virent le jour, comme à Marchiennes, Condé ou Maroilles. Dotés par l'aristocratie franque, ils étaient des relais du pouvoir royal et jouèrent un rôle essentiel en défrichant des terres boisées et en asséchant des marécages. Ils furent plus rares sur le littoral, qui intéressait peu les francs et où le premier évêque, Audomar (saint Omer) ne fut envoyé qu'au VIIe siècle

## L'Escaut comme nouvelle frontière

### Le traité de Verdun

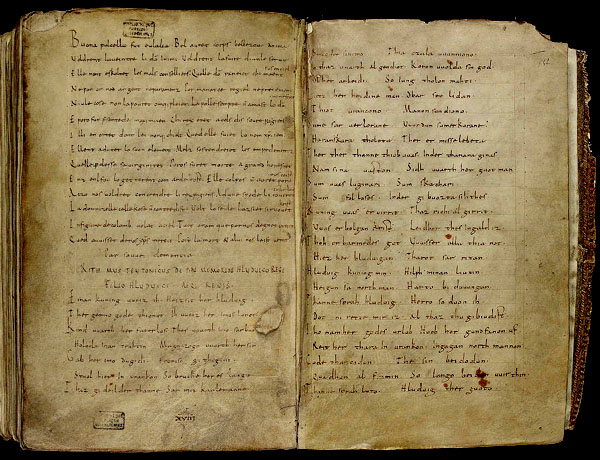
Le cantilène de sainte Eulalie

Pour les premiers rois carolingiens, les royaumes francs demeurent des domaines privés. 
Le traité de Verdun, en 843, partageant l'héritage de Charlemagne en trois royaumes, renforce la division entre la mouvance française et la mouvance germanique par une nouvelle frontière. C'est en effet l'Escaut, en raison de son caractère de frontière naturelle, qui est choisie pour délimiter les deux royaumes de Francie occidentale, à l'ouest, et de Francie médiane, à l'est. Ce qui constitue aujourd'hui le département du Nord se retrouve donc dès lors scindé en deux parties, avec d'un côté ce qui deviendra le royaume de France, et de l'autre ce qui deviendra le Saint-Empire romain germanique.

### Comtés de Flandre, de Cambrésis, de Hainaut
L'histoire de la région au début du Moyen Âge reflète la complexité du système féodal. À l'ouest, le pouvoir royal français trop lointain et faible laisse se créer, dès la fin du IXe siècle, le comté de Flandre. Ce vassal théorique du roi de France, qui saura lutter efficacement contre les Normands, se caractérisera en fait par sa régulière insoumission. Les premiers comtes flamands étendent leur juridiction de la Canche à l'embouchure de l'Escaut.

Du côté germanique, on observe la même tendance avec l'apparition d'entités politiques ne devant qu'une obéissance toute théorique à l'empereur. Quant au comté de Hainaut, il n'émerge définitivement qu'au milieu du XIe siècle, après de nombreuses péripéties. Bien plus au nord, le duché de Brabant est de tradition typiquement flamande, sauf la partie proche du Hainaut qui est de langue latine, le Roman Pays de Brabant.
À ces allégeances théoriques se superposait l'influence temporelle de l'Église catholique : l'évêque de Cambrai, par exemple, accroît grandement ses pouvoirs et devient comte du Cambrésis en 1007.
À l'est comme à l'ouest, la qualité déplorable des chemins fait que les voies navigables prennent de plus en plus d'importance. Beaucoup de bourgs apparaissent ainsi le long des cours d'eau : 

Lille, Valenciennes, Landrecies… Comme en Italie du Nord à la même époque, mais à une échelle moindre, les plus grands centres urbains utilisent leur importance pour obtenir des privilèges de la part de leurs seigneurs, le plus souvent sous la forme de chartes. Certains bourgs s'administrent eux-mêmes en édifiant des maisons de ville, complétées parfois par un beffroi symbolisant l'existence du pouvoir communal. Au XIIe siècle, Arras obtient un rayonnement international par son industrie drapière, ses commerçants et banquiers, ses artistes...

### Le tournant de la bataille de Bouvines
En 1180, Isabelle de Hainaut, fille de Baudouin V de Hainaut épousa Philippe Auguste et lui apporta l'Artois en dot. À la suite d'une succession délicate concernant le comté de Flandre (et impliquant le comté de Hainaut), le roi de France doit faire face à une coalition réunissant l'empereur, le roi d'Angleterre et le comte de Flandre, Ferrand de Portugal. L'affrontement se solde par une bataille décisive à Bouvines en 1214, laquelle voit la victoire de Philippe Auguste. 

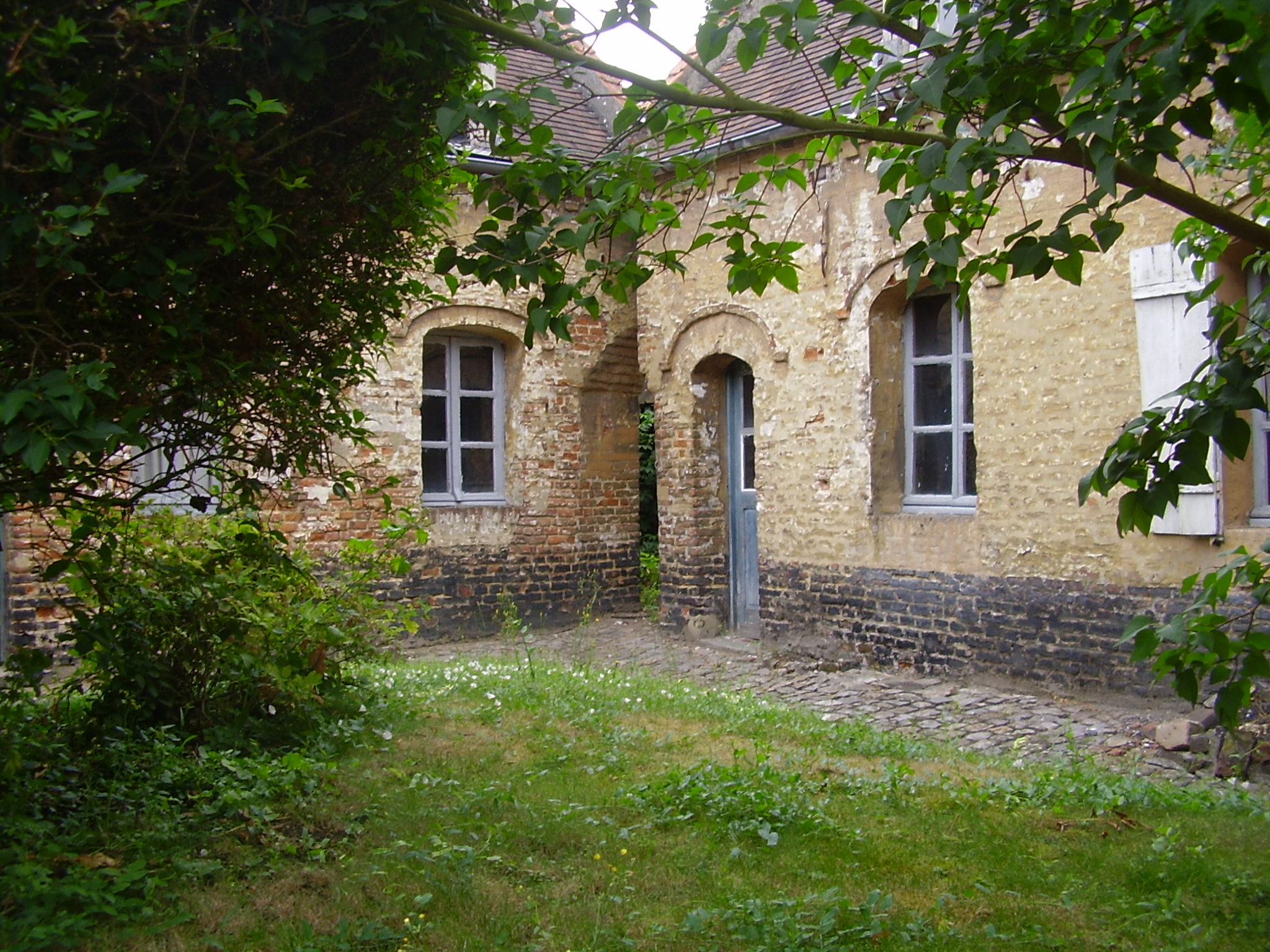
Béguinage Saint-Vaast créé au XIVe siècle à Cambrai

Pour échapper à la spirale du morcellement, conséquence du système féodal, Philippe Auguste entreprit de mettre sur pied une nouvelle structure administrative par une ordonnance-testament donnant de l'importance aux baillis, afin d'exercer directement son pouvoir sur le territoire.

Le roi de France et son successeur Saint Louis furent ainsi en mesure de peser dans les affaires de Flandre et de Hainaut pendant quelques décennies.
Le début du XIIIe siècle connut un grand foisonnement religieux dans les Flandres et le Hainaut : de nouveaux monastères furent créés par les ordres mendiants; des béguinages s'installèrent où apparut la doctrine du Libre Esprit, qui inspira par la suite la mystique rhéno-flamande.

### La guerre de Cent Ans

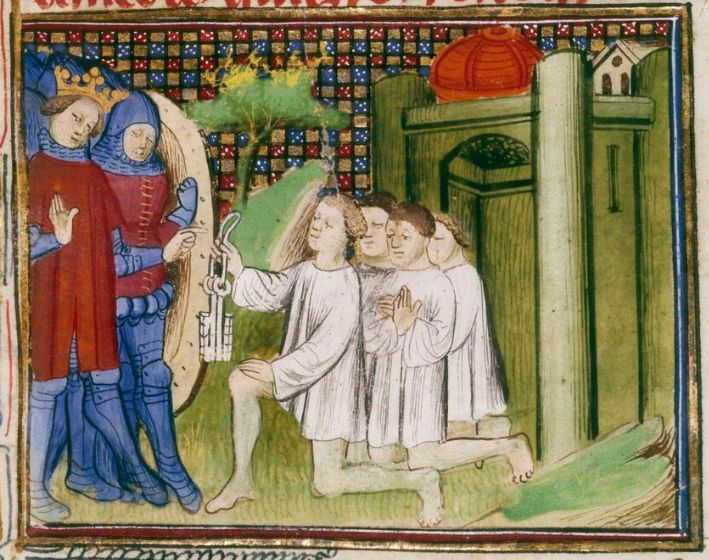
Reddition de Calais en 1347
Chroniques de Froissart

Au XIVe siècle, l'Europe traversa la crise de la fin du Moyen Âge, et une montée progressive de la tension entre les rois de France et d’Angleterre au sujet des Flandres, ainsi que de la Guyenne et de l'Écosse. 
Le comte de Flandre est au service de son suzerain le roi de France, alors que les intérêts économiques des Flamands sont tournés vers l'Angleterre. Quant au comte de Hainaut, c'est tout naturellement qu'il se range du côté de l'empereur, lequel est allié à l'Angleterre. 
La chevauchée d'Édouard III en 1346 aboutit aux onze mois du siège de Calais. 
La guerre de Cent Ans eut d'innombrables conséquences pour la région, qui fut dévastée, moins par les combats eux-mêmes que par les épidémies. La peste noire toucha d'abord le sud du Hainaut dès 1316 où elle tua d'après Froissart un tiers de la population ; la région fut à nouveau touchée à plusieurs reprises, entre autres par Calais à partir de décembre 1348.

## Le Hainaut, la Flandre et l'Artois, provinces des Pays-Bas

### «Bourgogne, Bourgogne!»

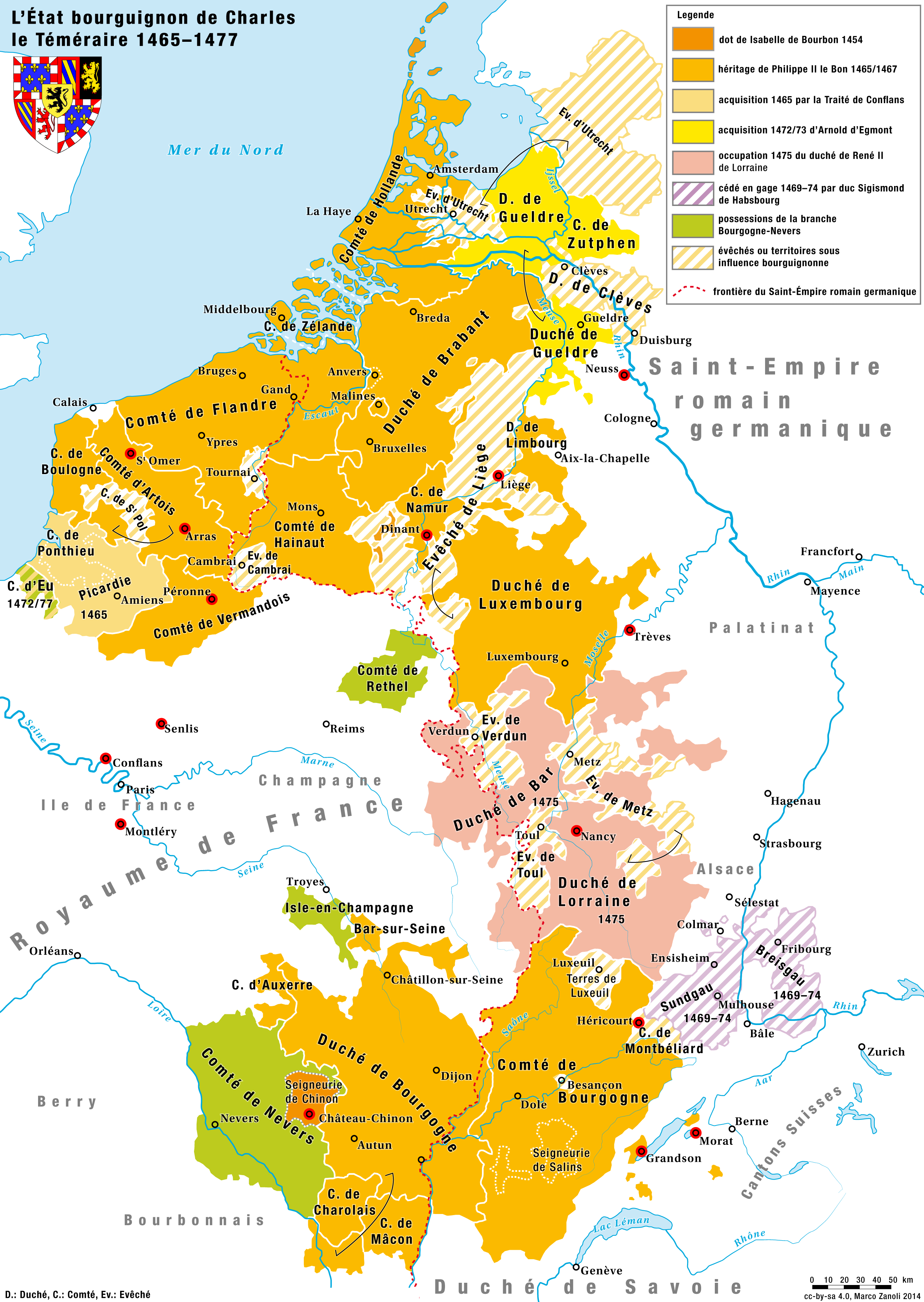
Les états bourguignons sous Charles le Téméraire

Philippe le Bon, duc de Bourgogne de 1419 à 1467, par d'incessantes manœuvres matrimoniales, met la main sur les comtés de Flandre et de Hainaut et réunit sous sa couronne la totalité de ce qu'on appelle désormais les Pays-Bas (c'est-à-dire à l'époque la Hollande, la Belgique et le nord de la France).
La domination bourguignonne correspond à une période stable et prospère pour la région. Lille devient un pôle administratif de premier plan en accueillant la Cour des comptes de l'État bourguignon. De nouvelles cultures de colza, de fèves, de pois ou de plantes tinctoriales sont semées. En plus de la tapisserie de Bruxelles et de l'industrieux marché de la draperie de qualité, se crée la sayetterie avec des étoffes légères conçues spécifiquement pour l'exportation dans toute l'Europe.

### Charles Quint
En 1506, Charles de Gand hérite de son père des anciens pays de par deçà bourguignons, c'est-à-dire des Pays-Bas. Dix ans plus tard, il devient roi d'Espagne et trois ans plus tard, cet obscur roi promis à de grandes destinées est élu empereur du Saint-Empire sous le nom de Charles Quint.
Charles jouit d'une certaine popularité aux Pays-Bas, et entreprend sans difficulté de grandes réformes administratives. La région est découpée méthodiquement entre différentes provinces telles que la Flandre gallicane, la Flandre maritime, la châtellenie de Lille ou encore le Cambrésis, seigneurie indépendante érigée en duché.
D'inévitables tensions territoriales éclatent régulièrement avec le royaume de France, dont la frontière s'arrête encore à l'Aisne. L'affrontement légendaire entre Charles Quint et François Ier se fait durement ressentir dans la région : les bourgs sont pris et rasés par un camp avant d'être repris et reconstruits avec de nouvelles fortifications par l'autre, puis rasés à nouveau, etc. À plusieurs occasions, le Cambrésis, en sa qualité de terre neutre, servira à conclure des accords entre les deux belligérants : paix des Dames, traité du Cateau-Cambrésis.
Ces offensives de part et d'autre ne donnèrent aucun résultat tangible, mais finirent par la destruction de Thérouanne, rasée sur ordre de Charles-Quint en 1553.

### La flambée protestante
Au XVIe siècle, le protestantisme se répandit dans la région comme une traînée de poudre, tant pour des raisons religieuses que pour des raisons politiques. 
Dans le cadre de la Contre-Réforme catholique, l'université de Douai est créée en 1552 et la réorganisation religieuse des Pays-Bas espagnols met en place une nouvelle organisation ecclésiastique entre 1559 et 1561.

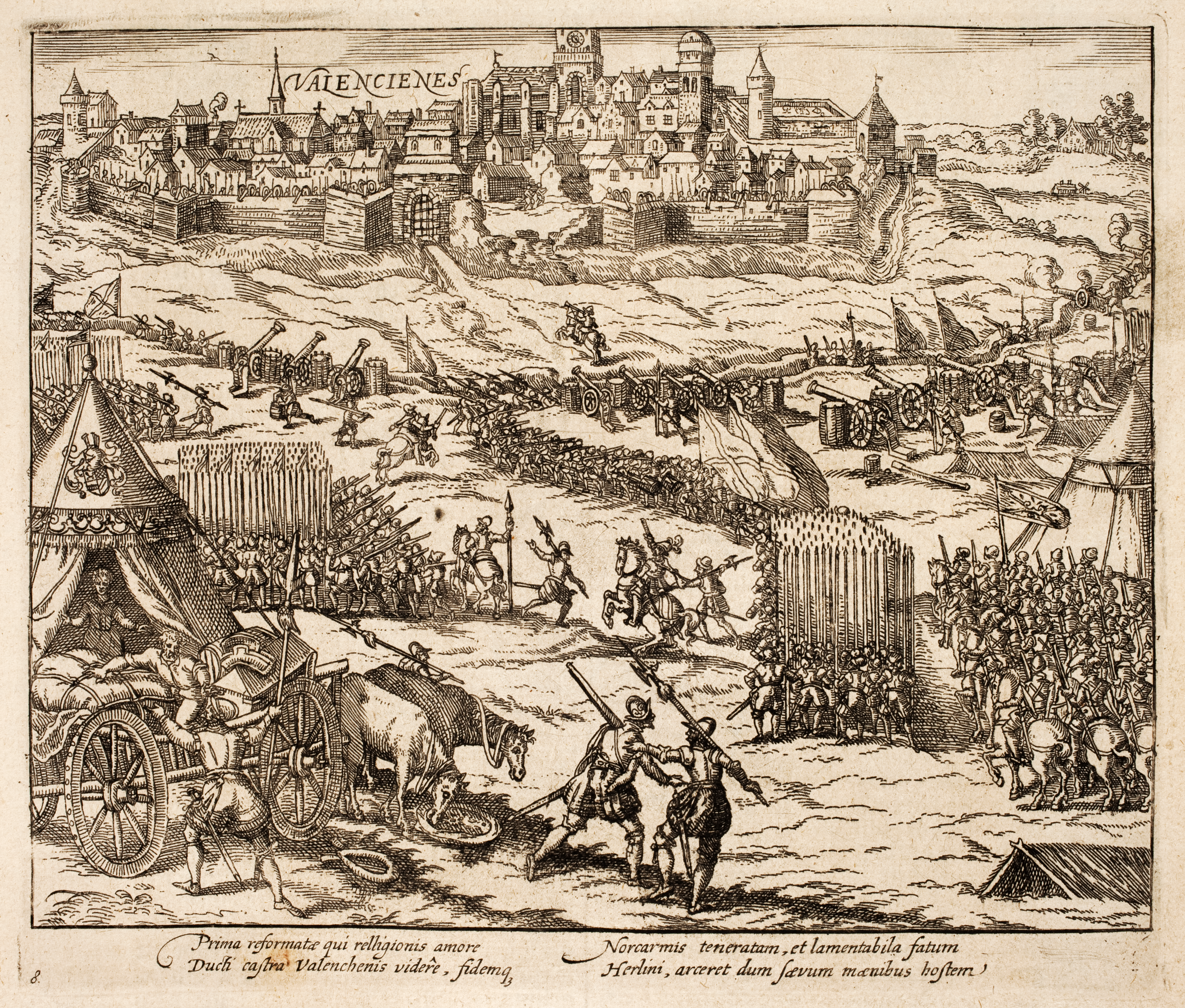
Le siège de Valenciennes en 1566-67, ville déclarée rebelle au roi

Le réformateur Guy de Brès rédige en 1561 la Confessio Belgica, confession de foi des calvinistes des Pays-Bas espagnols.

Dans l'ensemble des Pays-Bas, un mouvement insurrectionnel atteint cependant son paroxysme en 1566 avec des bris d'images religieuses. Valenciennes et Le Cateau-Cambrésis, notamment, optent sans ambiguïté pour la doctrine calviniste et mettent en place un nouveau pouvoir municipal. Les troupes espagnoles, cependant, ont tôt fait de ramener l'ordre par de sanglantes représailles, ce qui entraîne l'exil de milliers de protestants vers le nord des Pays-Bas, l'Angleterre, l'Allemagne, le nouveau monde et l'Afrique du Sud. 
En 1581, les provinces du nord des Pays-Bas espagnols, pour la plupart protestantes et néerlandophones, firent abjuration du roi espagnol et constituèrent les Provinces-Unies.
Les Pays-Bas méridionaux restèrent catholiques, bon gré mal gré, et ne furent plus qu'un État satellite d'un empire plus vaste, dirigé depuis Madrid par les Habsbourg.

### Le règne pacificateur des archiducs autrichiens
L'action conjuguée de la Contre-Réforme catholique et du règne pacificateur des archiducs d'Autriche réussit à rétablir la paix et la prospérité au cours du premier tiers du XVIIe siècle. Des jurisconsultes créent un code de lois promulgué par l'archiduc Albert d'Autriche sous le nom d'édit perpétuel qui représente, dans la région et dans les Pays-Bas du sud, la première manifestation d'unification des multiples lois et traditions hérités du passé. Un art architectural nouveau utilisant la brique et la pierre avec un décor maniériste original, synthèse de l'art italien et des créations anversoises, modifie l'aspect médiéval des villes. La bourse et les façades de Lille en sont des exemples caractéristiques.
La réalisation d'un ensemble patrimonial remarquable, heureusement sauvegardé et restauré aujourd'hui, est soudain stoppée par la guerre de Trente Ans, reprise des hostilités entre la France et l'Espagne à partir de 1635 (bataille de Lens en 1648).

### Les conquêtes du Roi Soleil

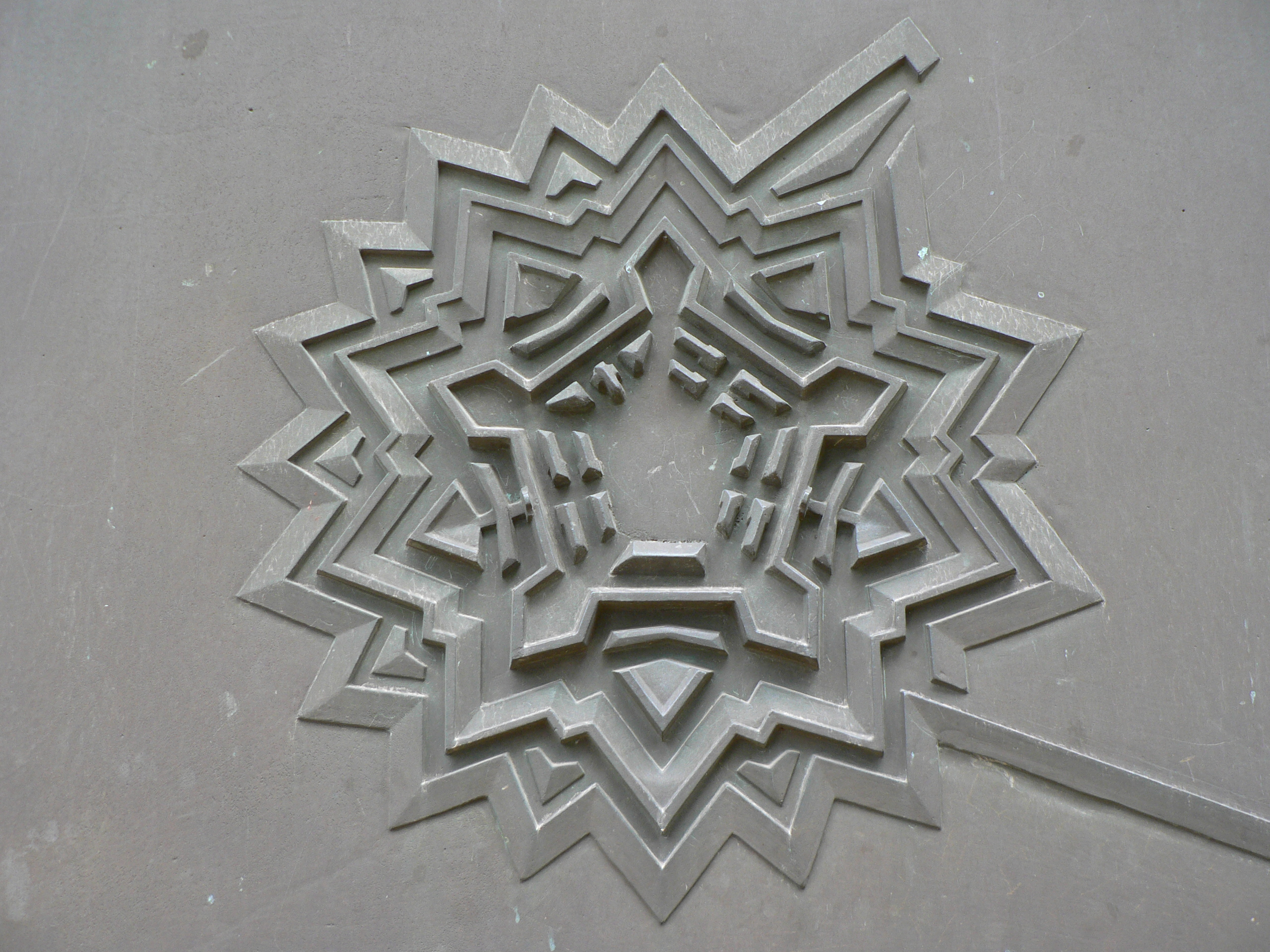
Étoile de Vauban de la citadelle de Lille

Les guerres de conquête de Louis XIV redessinèrent les frontières du nord de la France pour en faire à peu près ce qu'elles sont aujourd'hui.
Après l'annexion de l'Artois en 1659 et le rachat de Dunkerque aux Anglais en 1662, Louis XIV s'empare de Douai et de Lille en 1667, de Valenciennes et de Cambrai en 1677.
La France impose une nouvelle administration : trois intendances situées à Dunkerque, à Lille et à Maubeuge. Des évêques français sont désormais nommés, parmi lesquels le célèbre Fénelon à Cambrai. Quant à Vauban, il métamorphose le système défensif médiéval déjà modifié auparavant par les Espagnols. Il en ressort un ensemble remarquable de villes fortifiées tout le long de la frontière, comme Le Quesnoy, Landrecies ou Bergues. Le démantèlement opéré à la fin du XIXe siècle n'a conservé de ces constructions que la citadelle de Lille et quelques autres enceintes que l'on s'attache à restaurer.

## De la Révolution au Premier Empire

### Contexte en 1789
À propos du Nord de la France, Jean-Clément Martin parle de « Vendée avortée ». Le peuple y est particulièrement hostile à la Révolution française. Les paysans sont par ailleurs très touchés par la mort du roi en janvier 1793. Des arbres de la liberté sont coupés dans tout le district de Cambrai, tandis que les paroissiens refusent de recevoir les sacrements de curés constitutionnels. Dans plusieurs villages — Morbecque notamment —, les paysans se soulèvent contre la conscription et subissent ainsi les persécutions du nouveau pouvoir républicain.

### La création des départements du Nord et du Pas-de-Calais
La Constituante décide, le 29 septembre 1789, de réorganiser le territoire national en départements, de 324 lieues carrées environ. Les provinces du Nord formeraient ainsi quatre départements : de l'Aa à la Bresle ; l'Artois ; la Flandre ; le Hainaut-Cambrésis. Divers projets s'affrontent : un département du Hainaut avec Valenciennes pour chef-lieu, un département maritime ayant à sa tête Saint-Omer... Finalement, en 1790, l'Assemblée nationale choisit le découpage en deux départements, ceux que l'on connaît aujourd'hui. Douai et Lille rivalisent pour obtenir la préfecture du Nord. Le 7 février 1790 l'Assemblée nationale désigne Douai, grâce à l'influence de Merlin de Douai. Le 3 thermidor an IX, le Premier Consul transfèrera la préfecture à Lille.
Le département du Nord et le Pas-de-Calais était composé de huit districts, chacun. Les districts de Bergues, d'Hazebrouck, de Lille, de Douay, de Cambray, de Valenciennes, du Quesnoy et d'Avesnes composaient le Nord. Le Pas-de-Calais était composé des districts d'Arras, de Bapaume, de Béthune, de Boulogne, de Calais, de Montreuil, de Saint-Omer et de Saint-Pol.

### Guerre franco-autrichienne

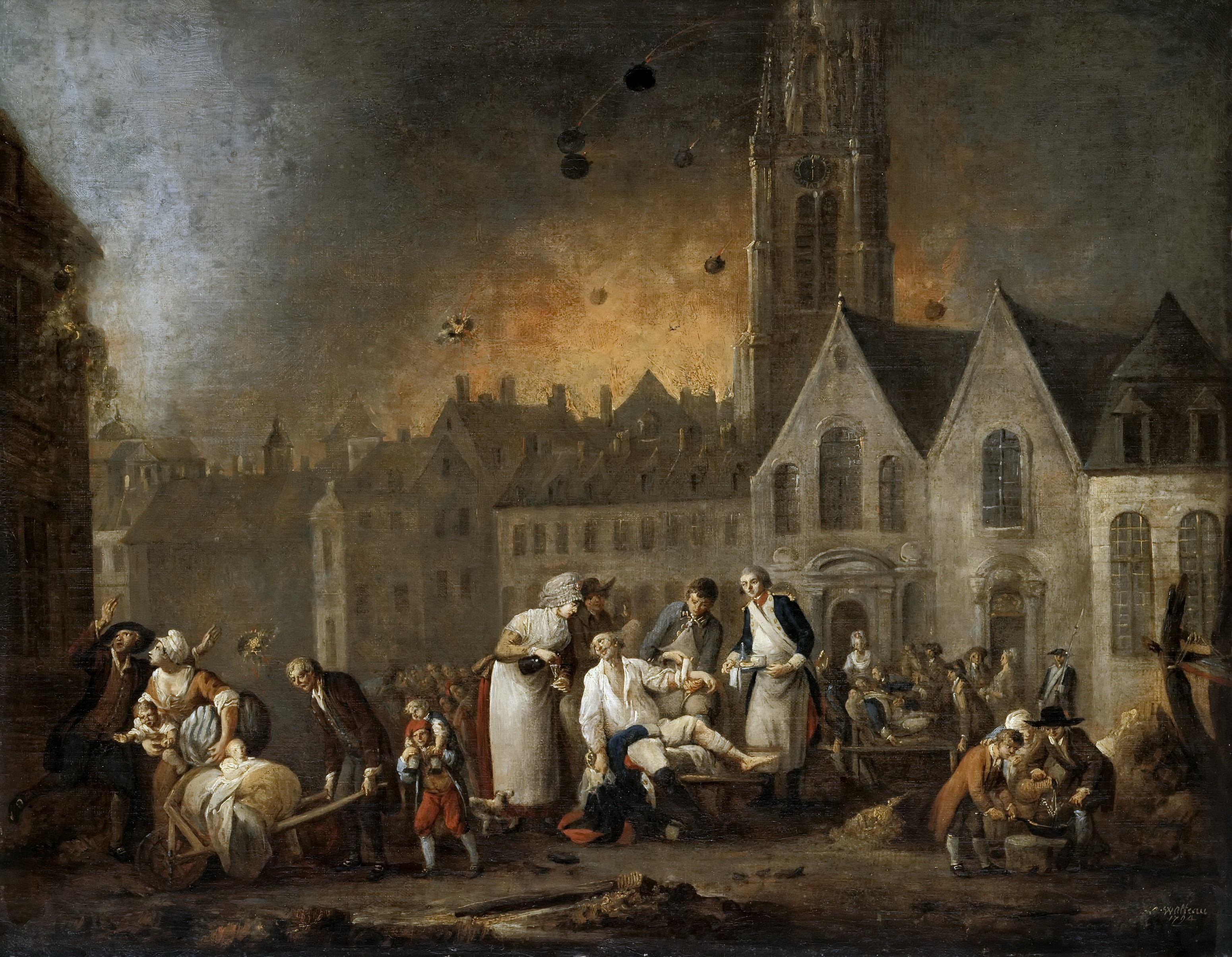
Le Siège de Lille en 1792

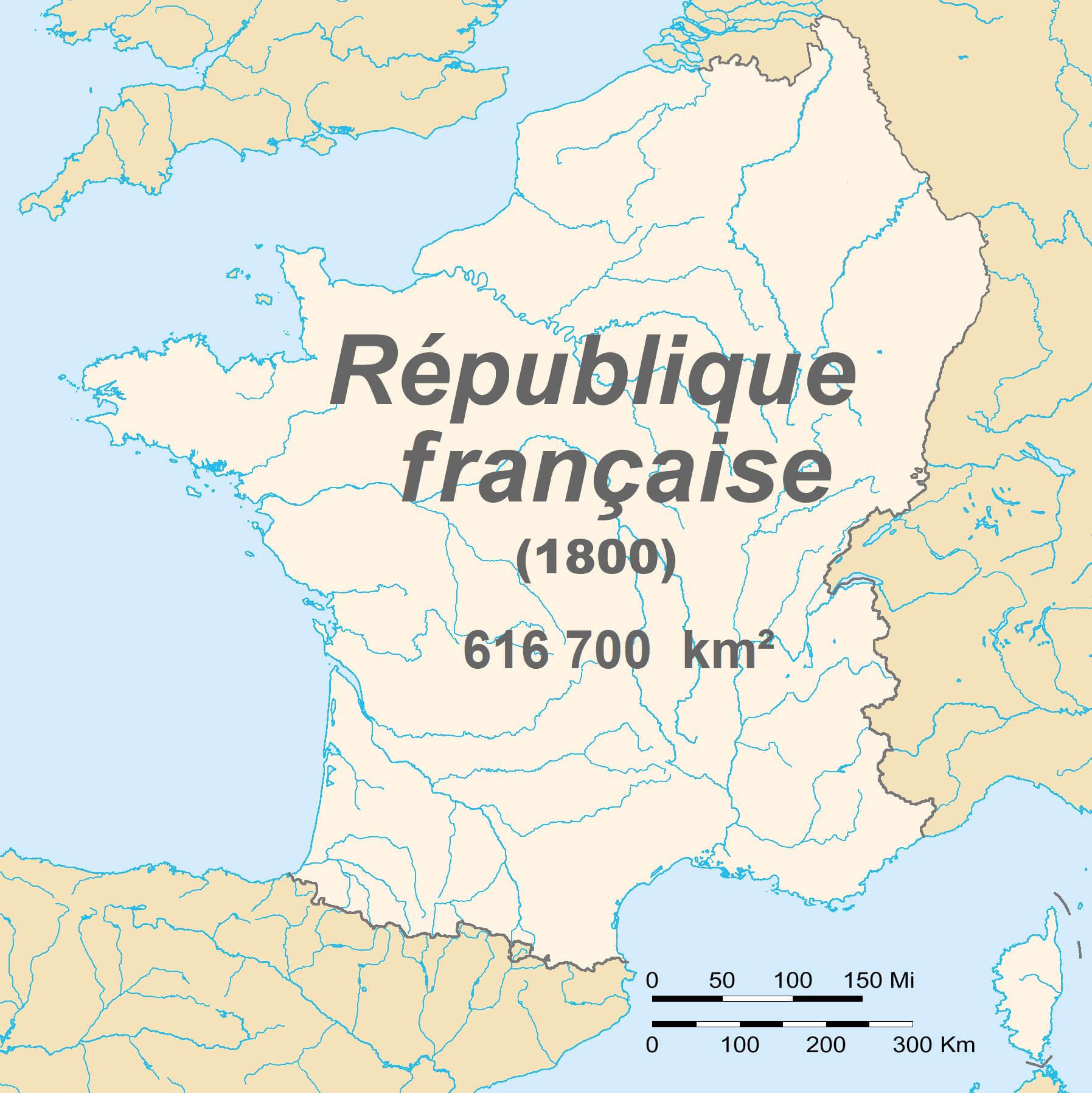
La France en 1800, ayant atteint les « frontières naturelles » définies en 1793

Dès 1787 avait commencé de l'autre côté de la frontière la révolution brabançonne rejetant les réformes de Joseph II d'Autriche, le frère de Marie-Antoinette qui aboutit en 1790 à la création des États belgiques unis; par ailleurs, la révolution liégeoise suivit la française en août 1789.
L'Autriche reprit rapidement le contrôle de ces territoires. Quand en avril 1792, la France déclara la guerre à l'Autriche, les anciens Pays-Bas autrichiens devinrent leur premier terrain d'affrontement. Les villes de Lille et Dunkerque, assiégées et bombardées furent en partie détruites. Valenciennes, également, pendant 43 jours de bombardement, perdit tous ses monuments à l'exception du beffroi, et les fosses de mines de sa région furent inondées et détruites. Les armées autrichiennes occupèrent le Hainaut français de 1793 à 1794. L'armée révolutionnaire française reconquit la région en 1794, et annexa la Belgique. Aux destructions dues à la guerre, s'ajoutèrent celles de la Terreur. L'abbaye de Saint-Amand fut démantelée lors de la vente des biens nationaux et Cambrai fut privée de sa cathédrale et de ses églises gothiques.

### Le Premier Empire
Sous Napoléon, le département du Nord engage un effort considérable pour se reconstruire et pour unifier son territoire d'un point de vue social et administratif.
Après la victoire des coalisés à la bataille de Waterloo (18 juin 1815), le département est occupé par les troupes britanniques de juin 1815 à novembre 1818 (voir Occupation de la France à la fin du Premier Empire).

## La révolution industrielle

### L'essor économique
Plusieurs facteurs tendent à favoriser le développement économique de la région au début du XIXe siècle et à la faire entrer en priorité dans l'ère de la révolution industrielle.
Le blocus continental imposé par Napoléon contre le Royaume-Uni pendant son règne, tout d'abord, conduit les Nordistes à produire des biens qu'ils se procuraient auparavant à l'étranger. C'est ainsi que naît par exemple l'industrie sucrière ou que sont introduites des machines à vapeur britanniques dans les filatures pour accélérer le rendement. Mais ce blocus induit également des problèmes au niveau des financements et des débouchés. 
Le centre de la région (des environs de Béthune à ceux de Valenciennes) se révéla extrêmement riche en charbon, alors l'une des principales sources d'énergie avec le bois, mais il était en concurrence avec les mines du Borinage, alors partie de l'Empire. 
C'est après l'apparition de la Belgique en 1830, que le protectionnisme de la Restauration favorise l'essor rapide de l'exploitation du bassin houiller.

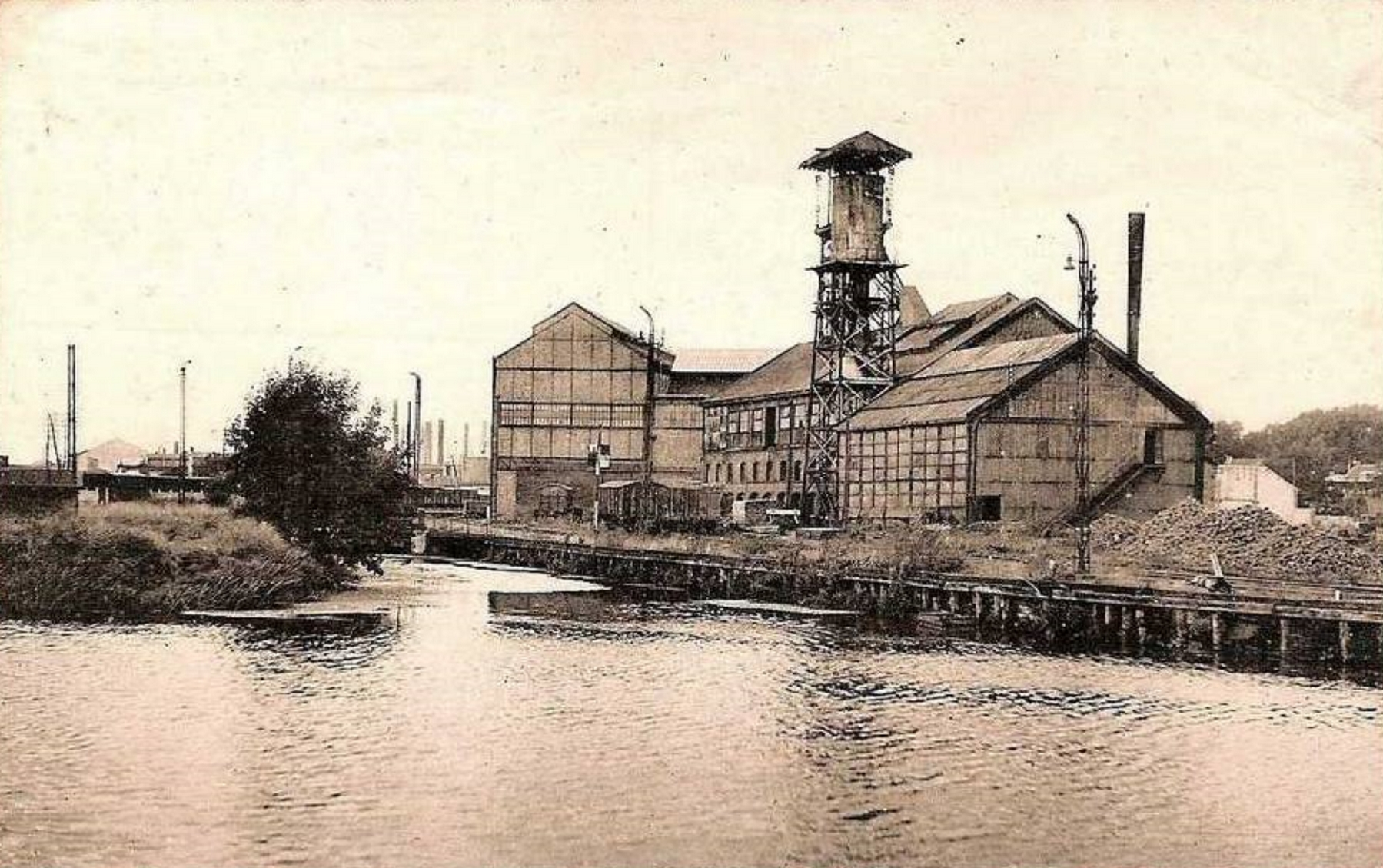
La fosse no 3 des mines de l'Escarpelle.

Le développement des mines, associé à la propagation du chemin de fer, font qu'une grande partie des villes et des campagnes du département sont transformées : industrialisation galopante, explosion démographique, développement de la classe ouvrière… 
C'est à cette époque que se développèrent les sociétés savantes dans les villes du Nord, à l'instar de la Société des sciences, de l'agriculture et des arts de Lille. Des lycées à Douai et à Lille (1853) furent créés, suivis par le développement des facultés universitaires dans la seconde partie du XIXe siècle. 
Des cours municipaux se développèrent (1816), ainsi que des formations professionnelles pour ouvriers et contremaîtres soutenues par des bourses patronales (1858). Les chambres de commerce et municipalités financèrent l'enseignement technique supérieur naissant avec la création de l'École des arts industriels et des mines de Lille en 1854, l'Institut industriel du Nord en 1872, l'École des mines de Douai en 1878, les Hautes études d'ingénieur de Lille en 1885, l'École nationale supérieure des arts et industries textiles de Roubaix en 1889, l'École nationale supérieure de chimie de Lille en 1894, répondant aux besoins de l'industrie régionale des mines, des machines à vapeur et du chemin de fer, des distilleries sucrières, de la chimie industrielle et du textile.

### La condition ouvrière
Cette époque marque l'apogée du Nord, devenu en quelques années l'une des plus grandes puissances économiques du pays et appelé à le rester pendant plus d'un siècle.
Elle est aussi une période sombre pour les ouvriers. Le célèbre Germinal d'Émile Zola fit connaître le sort des innombrables miniers qui laissèrent leur santé sous terre pour un salaire de misère, mais la situation des ouvriers du textile n'était pas plus facile.
Le XIXe siècle est marqué par des conditions climatiques difficiles (ouragans, inondations, hivers rigoureux) et par 5 épidémies de choléra de 1832 à 1866 (1832, 1849, 1854, 1859, 1866). La dernière provoque le décès de 10 584 personnes dans le seul département du Nord.
Le Nord Pas-de-Calais fut alors un des hauts lieux des luttes de la classe ouvrière. Dès 1833, eut lieu aux mines d'Anzin une des premières révoltes à caractère social, alors que grève comme « coalition » étaient encore interdits par la loi le Chapelier issue de la Révolution. 
C'est par exemple à Fourmies, dans l'Avesnois, qu'a eu lieu une fusillade entre forces de l'ordre et manifestants le 1er mai 1891, valant à la ville le surnom de Fourmies la rouge et donnant naissance à la fête du 1er mai.
Le 10 mars 1906, la Catastrophe de Courrières (explosion de 110 kilomètres de galeries dans le bassin minier) entraîna la mort de plus de 1 000 mineurs. Une aide européenne fut mise en place, et l'évènement provoqua un long conflit social qui aboutit à l'adoption par la gauche, nouvellement au pouvoir, du repos dominical. Si la catastrophe entraîna une prise de conscience des risques et des améliorations techniques (lampes de sûreté, systèmes coupe-feu, postes de sécurité), les mineurs virent également arriver le marteau-piqueur en 1910, qui augmentait le rendement mais aussi la quantité de poussière, avec des risques d'explosions et de maladies accrus.

## Les guerres mondiales

### La Première Guerre mondiale
La guerre de 1914-1918 blesse profondément le cœur de la région, bien plus que ne le fera celle de 1939-1945. Une grande partie du département est en effet occupée dès le début de la guerre par les Allemands et le restera jusqu'au bout, ce qui fait que les guerres de tranchées et les bombardements d'artillerie s'y concentrent plus qu'ailleurs, notamment le long de l'Yser où les armées franco belges et anglaises combattent pendant quatre ans et affrontent les premières offensives de la guerre des gaz qui sont lancées par les Allemands. 
En novembre 1917, les troupes alliées britanniques lancent dans le Cambrésis une offensive d'envergure en utilisant pour la première fois à grande échelle le char d'assaut. C'est la fameuse bataille de Cambrai.

Cartographie des zones vertes, rouges et jaunes telles que décidées ou négociées après la fin de la Première Guerre mondiale

Les pertes, tant humaines que matérielles, furent innombrables, sans parler des drames liés à l'évacuation des populations. L'armée allemande, au moment de la débâcle de 1918, détruisit systématiquement les puits de mine dans l'ensemble du bassin minier. À Landrecies en novembre 1918, avant d'évacuer la ville face à l'avancée des troupes alliées, les Allemands pointent leurs canons vers le centre-ville et anéantissent délibérément plusieurs bâtiments historiques de l'ancienne place forte.

### Entre-deux-guerres
Après la guerre, la région industrielle du Nord-Pas-de-Calais était dévastée, et fut classée en 1919 en zone rouge ou jaune pour environ les deux tiers de sa surface. 
Le mouvement de reconstruction fit appel de façon massive à l'immigration, en particulier polonaise, pour compenser la baisse de population due à la guerre, et s'adapter à la nouvelle législation limitant la journée de travail à huit heures. 
Mais rapidement, la crise économique des années 1930 empêcha l'affirmation d'une véritable renaissance, tant économique que culturelle. Elle entraîna des réductions d'effectifs, où ces immigrés récents furent les premiers concernés.

La région connait une percée de l'extrême droite, dont les « chemises vertes » chez les paysans, ce qui pousse les mouvements de gauche à s'unir. 
Quand en 1936, le Front populaire arrive au pouvoir en France, trois députés du Nord sont au gouvernement dont Roger Salengro. Les usines sont massivement en grève pendant les accords Matignon.

### Seconde Guerre mondiale

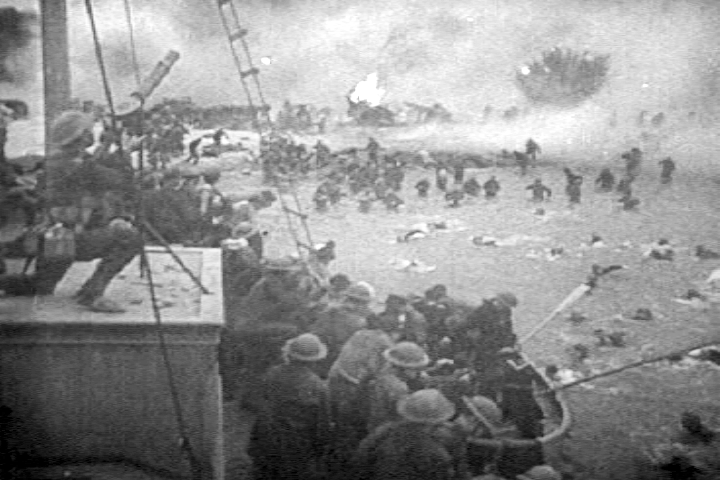
Embarquement des troupes britanniques lors de la bataille de Dunkerque

Lors de la Seconde Guerre mondiale, le Nord fut rapidement envahi lors du Fall Gelb du 10 au 28 mai 1940. Les troupes françaises et britanniques battirent en retraite jusqu'au littoral, encerclées lors de bataille de Dunkerque du 25 mai au 3 juin 1940, et contraintes au rembarquement. En neuf jours, 338 226 combattants (dont 123 095 Français) purent être évacués sur une mer d'huile, tandis que des combats violents continuaient pour protéger cette retraite : la Poche de Lille résista ainsi du 25 mai au 31 mai. La Wehrmacht captura quelque 35 000 soldats.
Les populations évacuées vers le sud à cette époque revinrent avec difficulté après l'armistice du 22 juin dans ce qui était désormais une région rattachée au commandement militaire allemand de Bruxelles (Administration militaire de la Belgique et du Nord de la France). La région connut une lourde occupation militaire et un contrôle des entreprises industrielles. Des réquisitions de main d'œuvre eurent lieu dès la fin 1940.
La grève patriotique des cent mille mineurs du Nord-Pas-de-Calais de mai-juin 1941 qui prive les Allemands de 93.000 tonnes de charbon pendant près de 2 semaines, déclenche une répression terrible. C'est l'un des premiers actes de résistance collective à l'occupation nazie en France, qui se solda par plus d'une centaine d'arrestations, des exécutions et la déportation de 270 personnes.

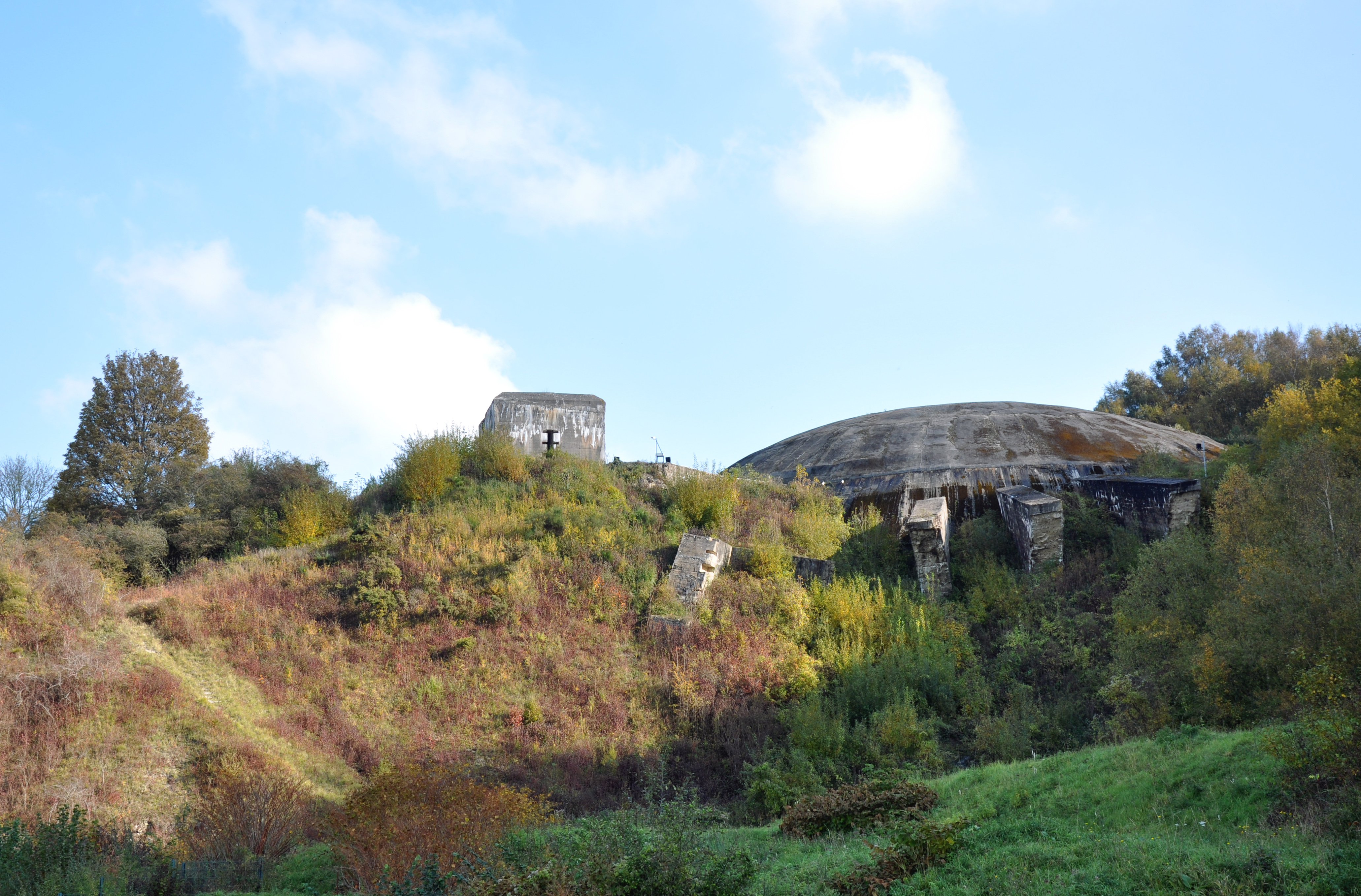
Vue ascendante du dôme de la Coupole d'Helfaut, base secrète depuis laquelle devaient être lancées les fusées V2.

La région fut un endroit stratégique en raison de sa situation géographique: sa proximité avec le Royaume-Uni incita les Allemands à construire de nombreuses fortifications le long de la côte mais également à l'intérieur des terres. Les plus connues sont la Coupole d'Helfaut, le Blockhaus d'Éperlecques ainsi que la Forteresse de Mimoyecques. Ces trois sites devaient servir de bases de lancement pour les V1 (missile), V2 (missile) et V3 (canon) mais ils ne furent jamais terminés à temps en raison des bombardements alliés et du Débarquement.
Le mur de l'Atlantique verrouillait tout le littoral. En 1944, dans le cadre de l'opération Fortitude destinée à faire croire à un débarquement allié dans la région, les bombardements de la RAF s'intensifièrent et firent des milliers de victimes; Le Portel et Équihen-Plage furent entièrement détruites. Le Nord-Pas-de-Calais fut libéré les 2 et 3 septembre 1944, hormis la poche de Dunkerque, qui resta tenue par l'armée allemande jusqu'au 8 mai 1945.

## La fin duXXesiècle

### L'effort de l'après guerre et les débuts de la crise économique
Après la guerre, l'heure est à l'Union sacrée pour relever le pays. Le 1er octobre 1944, le général de Gaulle déclare dans sa ville natale de Lille : « Nous voulons la mise en valeur en commun de tout ce que nous possédons sur cette terre et pour y réussir, il n'y a pas d'autres moyens que ce que l'on appelle l'économie dirigée. Nous voulons que ce soit l'État qui conduise au profit de tous l'effort de la Nation tout entière et fasse en sorte que devienne meilleure la vie de chaque Français et de chaque Française. » 
En 1946, les compagnies de l'ensemble du bassin furent nationalisées pour former les Houillères du Nord-Pas-de-Calais. Après leur mobilisation dans la « bataille du charbon » destinée à relever la production au plus vite, les mineurs obtinrent un statut particulier leur accordant entre autres le logement gratuit, ainsi qu'aux retraités et aux veuves de mineur.
À la même époque, la sidérurgie connut un développement rapide, et les entreprises, bénéficiant des financements du plan Marshall modernisèrent certaines de leurs usines.
Au début des années 1950, le Nord-Pas-de-Calais semblait avoir retrouvé sa puissance de production. Mais cette reconstruction s'était faite sans réelle diversification dans les activités traditionnelles : textile, houillères et sidérurgie qui commencent leur déclin. Ces années sont également celles qui voient naître les débuts de la télévision régionale : en 1950, est créée à Lille Télé-Lille, première station régionale de télévision et premier émetteur de télévision régional de la Radiodiffusion-télévision française (R.T.F.) à haute définition en 819 lignes (France 3 Nord-Pas-de-Calais) ..même si on ne compte alors que 177 récepteurs dans la région en 1951.
Pour la région, ces années sont également celles d'évènements douloureux : la guerre d'Algérie a de profondes répercussions du fait des nombreux immigrés d'origine algérienne dans la région, arrivés dès avant et après 1914, après 1945 du fait des besoins de la reconstruction, dans les mines, la métallurgie, la chimie, puis l'automobile. La présence de ces immigrés amène, dans le contexte de la guerre d'Algérie, des tensions entre communautés française et algérienne, manifestations ou tentatives de manifestations diverses, tensions également avec la police, mais aussi des divisions entre algériens, selon qu'ils suivent les consignes de l'un ou l'autre des deux principaux mouvements nationalistes qui s'affrontent en Algérie comme en France : le F.L.N. (Front de libération nationale) ou le M.N.A. (Mouvement national algérien). « La guerre dans la guerre » des deux partis a ainsi lieu dans les cafés de Lille, Roubaix, dans les bassins miniers, et mène à des attentats, chasse à l'homme, fusillades dans les rues : 835 attentats amènent 628 morts en quatre ans dans la région.
Des années 1950 aux années 1980, la région vit l'arrêt progressif de l'extraction du charbon. Environ 150 000 emplois sont supprimés dans le bassin minier, auxquels s'ajoutent 100 000 suppressions de poste dans le textile et 50 000 dans la sidérurgie et la métallurgie. L’État essaie de relancer l'activité en favorisant l'implantation d'usines du secteur automobile dans la région. Des entreprises de plasturgie s'implantent et emploient 12 000 personnes, dont 4 000 dans le secteur de Béthune - Bruay.

### La création de la région
Le Nord-Pas-de-Calais devient un établissement public régional (EPR) par la loi du 5 juillet 1972. La dénomination « région » est consécutive à la loi de décentralisation de 1982 impulsée par Gaston Defferre, ministre de l'Intérieur et de la décentralisation. C'est un nouvel espoir dont les limites apparaissent rapidement face au désengagement de l'État et à l'ampleur des problèmes à affronter.
À partir des années 1980, la société évolua d'une société de grandes industries vers celle de l'information et des services. L'industrie reste cependant un domaine d'investissement, au troisième rang des régions françaises, où l'on note la cristallerie d'Arques, les industries agro-alimentaire et automobile. Dans la région de Roubaix et Tourcoing l'industrie textile a donné naissance à des sociétés de vente par correspondance; la région est également un des berceaux de la grande distribution moderne,.

### Traditions et ouverture à l'Europe

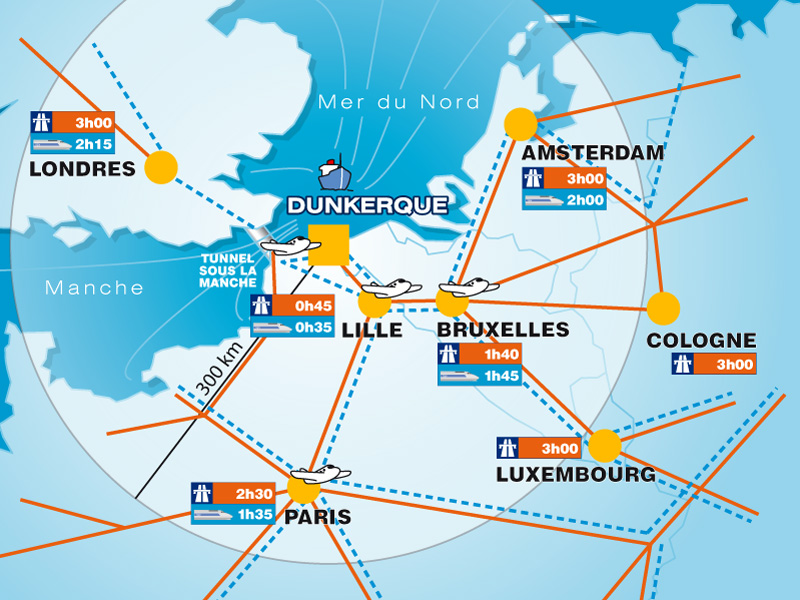

La crise économique durable de la région a amené les analystes à faire le point sur ses atouts, au premier rang desquels sont signalés sa « remarquable vitalité » et sa localisation géographique. 
D'une part, le Nord-Pas-de-Calais est au cœur d'une zone très active de l'Europe : Paris, Bruxelles, Londres, Amsterdam, Dusseldorf et Luxembourg sont dans un rayon de 250 km, et y dispose d'une logistique importante avec trois grands ports littoraux et plusieurs ports fluviaux et d'un réseau routier parmi les plus denses du monde. Une série de grands travaux aboutit à la mise en exploitation du TGV Nord-Europe, d'Eurostar, de Thalys et en 1993 du tunnel sous la Manche. L'ouverture des frontières lui a redonné sa vocation ancienne de carrefour européen.
D'autre part, comme le souligne l'historien Jean-Pierre Wytteman « l'héritage du Nord, c'est aussi la lutte des hommes contre la fatalité », dans une région qui a connu tant de bouleversements.
La région se réapproprie son passé, laborieux autant que festif : ducasses, braderie de Lille ou carnaval de Dunkerque ont retrouvé leur attrait pour la population. 
Parallèlement, un renouveau culturel est soutenu tant au niveau européen que local, donnant lieu à des initiatives telles que Louvre-Lens, ou à Valenciennes le PhéniX, symbole de renaissance.